# 银羽 (科罗拉多州)
银羽（英語：Silver Plume），是美国科罗拉多州克利尔克里克县下属的一座城市。建市于1880年9月24日，面积大约为0.261平方英里（0.676平方公里）。根据2010年美国人口普查，该市有人口170人。2011年估计该市有人口169人，相比2010年人口增长率为-0.59%。同时，论人口该市是科罗拉多州第239大城市。